# Ески Кавала
Ески Кавала или Стара Кавала (на гръцки: Παλαιά Καβάλα, Палеа Кавала) е село в Гърция, в дем Кавала, област Източна Македония и Тракия.

## География
Селото е разположено на 360 m надморска височина, на 8 километра северно от Кавала, в подножието на Урвил (Леканис Ори).

## История

### В Османската империя
Съгласно статистиката на Васил Кънчов („Македония. Етнография и статистика“) към 1900 година Ески Кавала е българомохамеданско селище. В него живеят 850 българи мохамедани.

### В Гърция
След Междусъюзническата война в 1913 година селото попада в Гърция. Според гръцката статистика, през 1913 година в Ески Кавала (Εσκή Καβάλα) живеят 600 души. В 1923 година жителите на Ески Кавала като мюсюлмани са изселени в Турция по силата на Лозанския договор и на тяхно място са настанени гърци бежанци от Източна Тракия и по-малко от Мала Азия. Българска статистика от 1941 година показва 425 жители.
Населението произвежда тютюн и житни храни, а няколкото каракачански семейства гледат кози.
| Име       | Име        | Ново име   | Ново име   | Описание                                 |
| --------- | ---------- | ---------- | ---------- | ---------------------------------------- |
| Тапанджа  | Ταπάντζα   | Амбелия    | Ἀμπέλια    | местност в Урвил, Ю от Ески Кавала       |
| Стикамния | Στικάμνια  | Харакомата | Χαρακώματα | връх в Урвил (597,9 m), Ю от Ески Кавала |
| Саръ кая  | Σαρὶ Καγιὰ | Петродес   | Πετρῶδες   | връх в Урвил (753,3 m), С от Ески Кавала |

| Година    | 1913 | 1920 | 1928 | 1940 | 1951 | 1961 | 1971 | 1981 | 1991 | 2001 | 2011 | 2021 |
| --------- | ---- | ---- | ---- | ---- | ---- | ---- | ---- | ---- | ---- | ---- | ---- | ---- |
| Население | 600  | 574  | 379  | 423  | 398  | 449  | 270  | 221  | 157  | 135  | 108  | 106  |